# Халед Шегаб
Емір Халед Шегаб (араб. خالد شهاب; 11 вересня 1886, Гасбайя — 12 листопада 1978) — ліванський політичний та державний діяч, двіччі обіймав посаду прем'єр-міністра Лівану.

## Життєпис
Походив з впливової родини емірів Шегаб, яка правила у Гірському Лівані у 1697 — 1842 роках.

## Політична кар'єра
За часів французького мандату в Сирії та Лівані працював в уряді на різних посадах та був депутатом Ліванського парламенту від 1922 до 1939 року.
Від 5 травня 1927 до 5 січня 1928 року очолював міністерство фінансів, а від 21 березня 1938 до 1 листопада 1938 року — міністерство юстиції Великого Лівану.
Від 18 березня 1943 до 21 липня 1943 року обіймав посади міністра торгівлі та промисловості, міністра освіти, міністра фінансів і міністра сільського господарства.
Будучи прем'єр-міністром Лівану, під час другої каденції, від 6 лютого 1953 до 30 квітня 1953 року, також виконував обов'язки міністра внутрішніх справ, міністра оборони, міністра юстиції та міністра закордонних справ та емігрантів.

### Прем'єр-міністр
Від 18 березня 1938 до 24 жовтня 1938 року очолював уряд за президентства Еміля Едде.
Вдруге очолював уряд за президентства Каміля Шамуна від 1 жовтня 1952 до 1 травня 1953 року.